# 2-й корпус резервной кавалерии (Сто дней)
2-й корпус резервной кавалерии Северной армии (фр. 2e corps de réserve de cavalerie de l'Armée du Nord) — оперативно-тактическое объединение армии Наполеона.

## Состав дивизии
- 9-я кавалерийская дивизия (командир — дивизионный генерал Жан-Батист Строльц
- 10-я кавалерийская дивизия (командир — дивизионный генерал Пьер Шастель

## Командование корпуса

### Командующие корпусом
- дивизионный генерал Изидор Экзельман (5 июня 1815 – 7 июля 1815)

### Начальники штаба корпуса
- полковник штаба Жан-Луи Феррусса